# Marcello Andrei
Marcello Andrei, né à Rome en 1922, est un scénariste et réalisateur italien.

## Filmographie

### Scénariste et réalisateur
- 1957 : Arcipelago di fuoco, documentaire
- 1963 : Viol à l'italienne (La smania addosso)
- 1974 : Verginità (it)
- 1974 : Un fiocco nero per Deborah
- 1975 : La Bagarre du samedi soir (Il tempo degli assassini)
- 1976 : La lycéenne se marie (Scandalo in famiglia)
- 1977 : El macho (it)
- 1988 : Aurora Express, una forza al servizio della pace, documentaire

### Scénariste
- 1987 : Adieu Moscou ( Mosca addio) de Mauro Bolognini